# Histoire de Lynx
Histoire de Lynx est un ouvrage de l'ethnologue français Claude Lévi-Strauss publié en 1991 chez Plon.

## Résumé
Il s'agit du dernier tome d'un triptyque composé de La Voie des masques et La Potière jalouse.
Cet ouvrage étudie différentes versions d'un mythe des Indiens Nez-Percés.
Il se divise en trois parties :
- I. Du côté du brouillard
- II. Éclaircies
- III. Du côté du vent

Histoire de Lynx interroge les mythes amérindiens, en commençant par ceux de la côte ouest de l'Amérique du Nord puis en les comparant avec ceux de l'Amérique du Sud, et notamment du Brésil. 
Il les compare, non pas pour montrer qu'il y a eu propagation de certains thèmes par emprunt successif de tribu en tribu, mais pour souligner qu'il y a certaines constantes dans la pensée indienne.